# Gyrostigma rhinocerontis
Gyrostigma rhinocerontis är en tvåvingeart som först beskrevs av Hope 1840.  Gyrostigma rhinocerontis ingår i släktet Gyrostigma och familjen styngflugor. Inga underarter finns listade i Catalogue of Life.